# Colegio San José (Buenos Aires)
El Colegio San José es una institución histórica de educación católica privada en niveles primario y secundario, en el barrio de Balvanera, Buenos Aires desde el año 1858.

## Historia
El colegio fue fundado el 19 de marzo de 1858 por el sacerdote Diego Barbé, el seminarista Juan Magendie y el hermano Joannés Arostegui, todos religiosos de la congregación francesa Padres del Sagrado Corazón de Jesús de Bétharram, fundada por San Miguel Garicoïts.
El Colegio San José aplicó la tradición francesa de formación integral con catequesis y culto, estudio intensivo y deportes. Los porteños los llamaron “Padres Bayoneses”.
El General Bartolomé Mitre visitó repetidas veces el colegio para conversar con el Padre Diego Barbé y en 1863, sobre la experiencia acumulada por el Colegio San José, creó los primeros colegios nacionales del país, siendo Mitre ya Presidente de la Nación. En 1880 el Colegio San José fue el primer instituto privado incorporado a la enseñanza obligatoria.
En 1998, ante una deuda de u$ 2.500.000, el Colegio anunció su cierre para el fin de ese año. La comunidad educativa se movilizó contra la noticia y reclamando propuestas de salvataje, y para agosto de ese año el Arzobispado de Buenos Aires ofrecía hacerse cargo de la institución. Mientras, el presidente Carlos Menem declaraba al edificio Monumento Histórico Nacional, protegiéndolo de potenciales demoliciones. Para fin de dicho mes, las autoridades del San José declaraban a la prensa que el Colegio finalmente seguiría abierto, gracias a un subsidio y a la recolección de fondos realizada.

## Alumnos destacados
- Hipólito Yrigoyen, Presidente de la Nación entre 1916-1922 y 1928-1930
- Benito Villanueva
- Ricardo Balbín , Senador Nacional
- Juan Nepomuceno Terrero
- Santiago Luis Copello, primer cardenal latinoamericano
- Enrique Mosconi, General y Presidente fundador de YPF
- Pablo Ricchieri, General
- Francisco P. Moreno, científico y explorador
- Luis María Drago, jurista internacional
- José Estévez Goldar, Ingeniero y Arquitecto. Director de Obras Públicas de La Ciudad de Buenos Aires, 1932-1942.llevó a cabo los ensanches de la Avenida 9 de Julio, Avenida del Libertador, Corrientes, Córdoba,  Avenida Santa Fe y la Construcción de la Costanera Norte, entre otras.
- Juan Carlos Rossi Belgrano, Doctor en química de la U.B.A. Realizó los estudios sobre la estructura molecular de los gases nobles más avanzados de su tiempo.
- Ernesto Quesada, historiador
- Diego Luis Molinari, historiador
- José María Rosa, historiador
- Guillermo Alchourrón, Presidente de la Sociedad Rural.
- Félix Luna, historiador
- Jorge Rafael Videla, militar, presidente de la Nación (de facto) entre 1976 y 1981.
- Ricardo Payró, novelista
- Pedro Luis Baliña, eminente dermatólogo, leprólogo y sifilólogo, cofundador en 1907 de la Asociación Argentina de Dermatología, Maestro de la Medicina Argentina, Académico de Número de la Academia Nacional de Medicina
- Pedro Lagleyze, médico especialista en oftalmología
- Ángel Della Valle, artista plástico
- Julio César Strassera, fiscal del juicio a las Juntas Militares.
- Felipe Fort, Fundador de la empresa argentina Felfort.
- Ricardo Fort, cantante, actor de teatro y televisión, conductor de televisión, filántropo, productor de teatro, televisión y empresario industrial.
- Diego Capusotto, humorista, actor, guionista y conductor.
- José María Contursi, letrista de tangos.
- Humberto Grondona, DT de Racing en el 92, ayudante técnico de Bilardo e hijo mayor de Julio Grondona.

## Arquitectura
Los bayoneses adquirieron terrenos al fundar el Colegio y en 1859 las clases se iniciaron ya en instalaciones propias. A partir de 1871, el colegio fue sucesivamente ampliado. La primera etapa culminó con la construcción de un mirador almenado. En 1891, se inauguró la capilla proyectada por el R.P. Pommes, siguiendo las enseñanzas del arquitecto y teórico francés Eugène Viollet-le-Duc. 
La última ampliación comenzó en 1910. Pablo Hary, exalumno y docente de la entonces Escuela de Arquitectura, modificó la torre en la cual se instaló el primer observatorio astronómico de la ciudad de Buenos Aires (Observatorio San José) que todavía se encuentra en funcionamiento. El salón de actos, de 1915, fue resuelto en un estilo ecléctico, y contó con los mayores adelantos de la época. Las sucesivas construcciones siguieron un plan sistemático alrededor de tres patios. 
Hoy conviven estructuras de impronta neogótica e italianizante (sobre el sector norte), con otras de carácter neoclásico francés, como en las fachadas Sur y la del acceso principal, con su marquesina de hierro forjado.
La solución encontrada al problema presupuestaria por la institución, fue la transformación de buena parte del edificio en locales comerciales de alquiler, hecho que avanzó a comienzos de los años 2000, previa autorización de los organismos reguladores, especialmente por su condición de Monumento Histórico. En 2004, el avance de las obras de reforma fue suspendido y denunciado en numerosos medios de comunicación. El permiso de la Comisión de Monumentos Históricos había permitido la remodelación, con la condición de que no se afectara la estructura del edificio, y esto no estaba siendo respetado por el Colegio, que había decidido entre otras cosas la construcción de un estacionamiento subterráneo bajo el edificio histórico.

Galería de fotos del Colegio
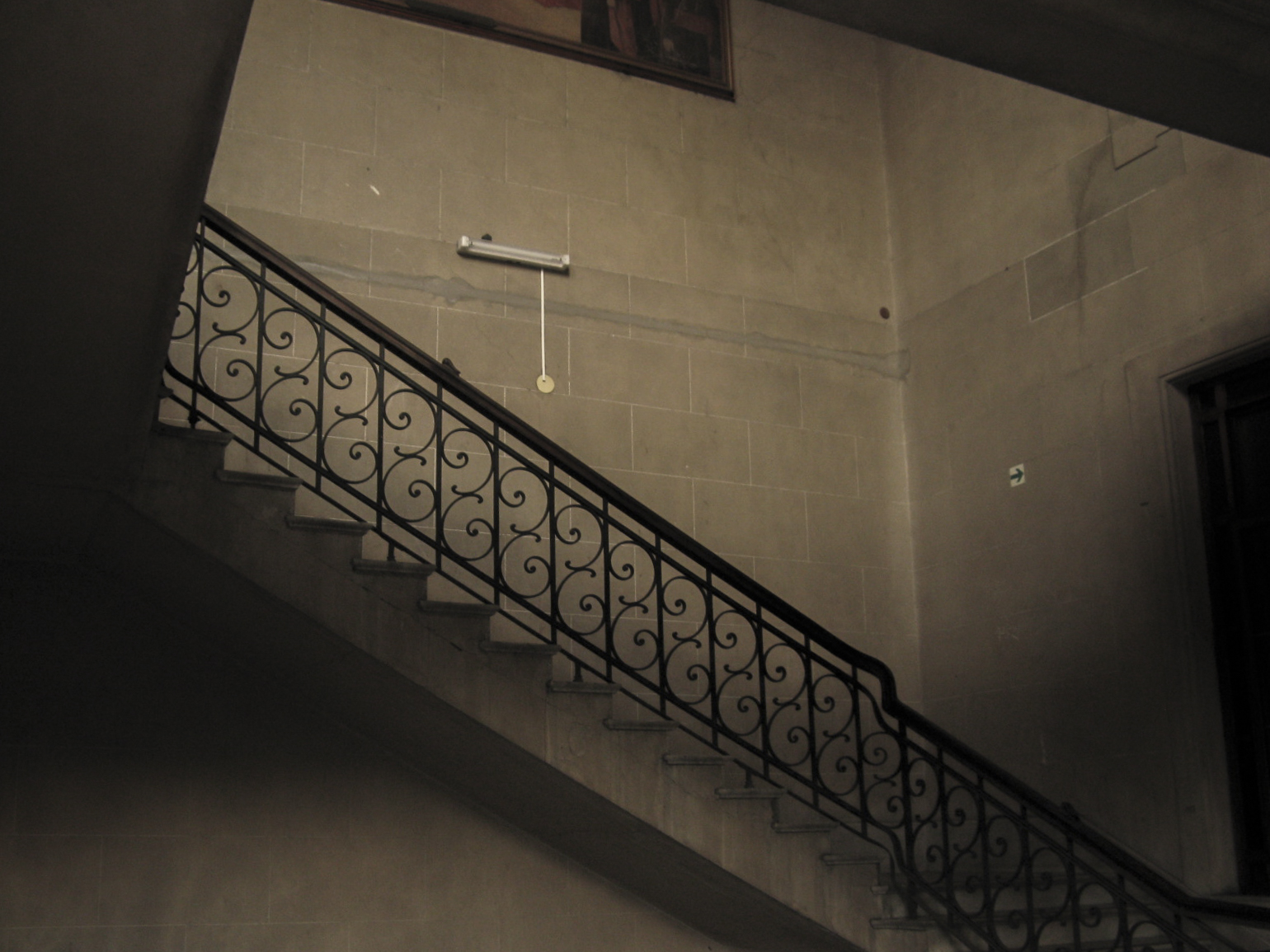
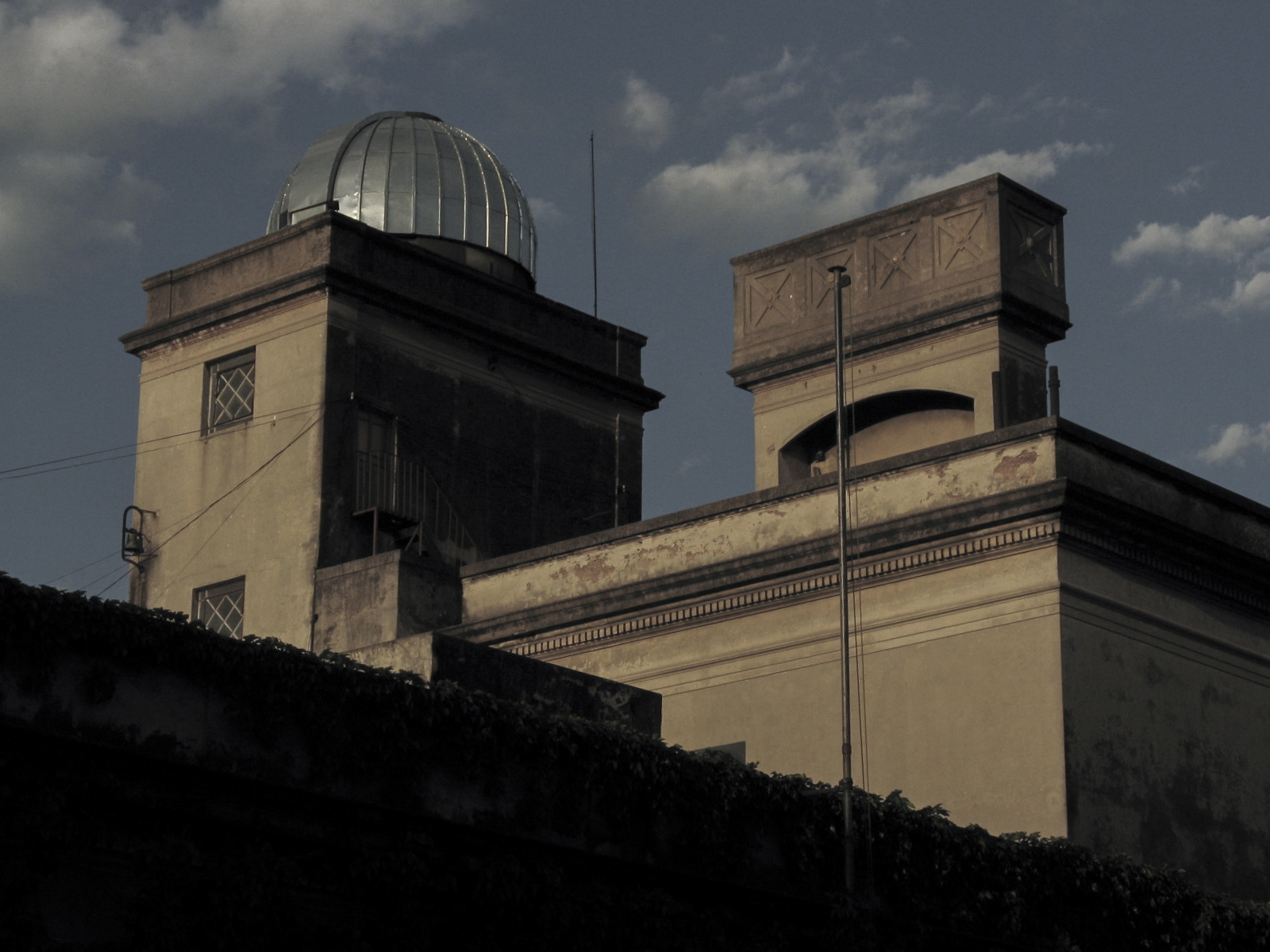
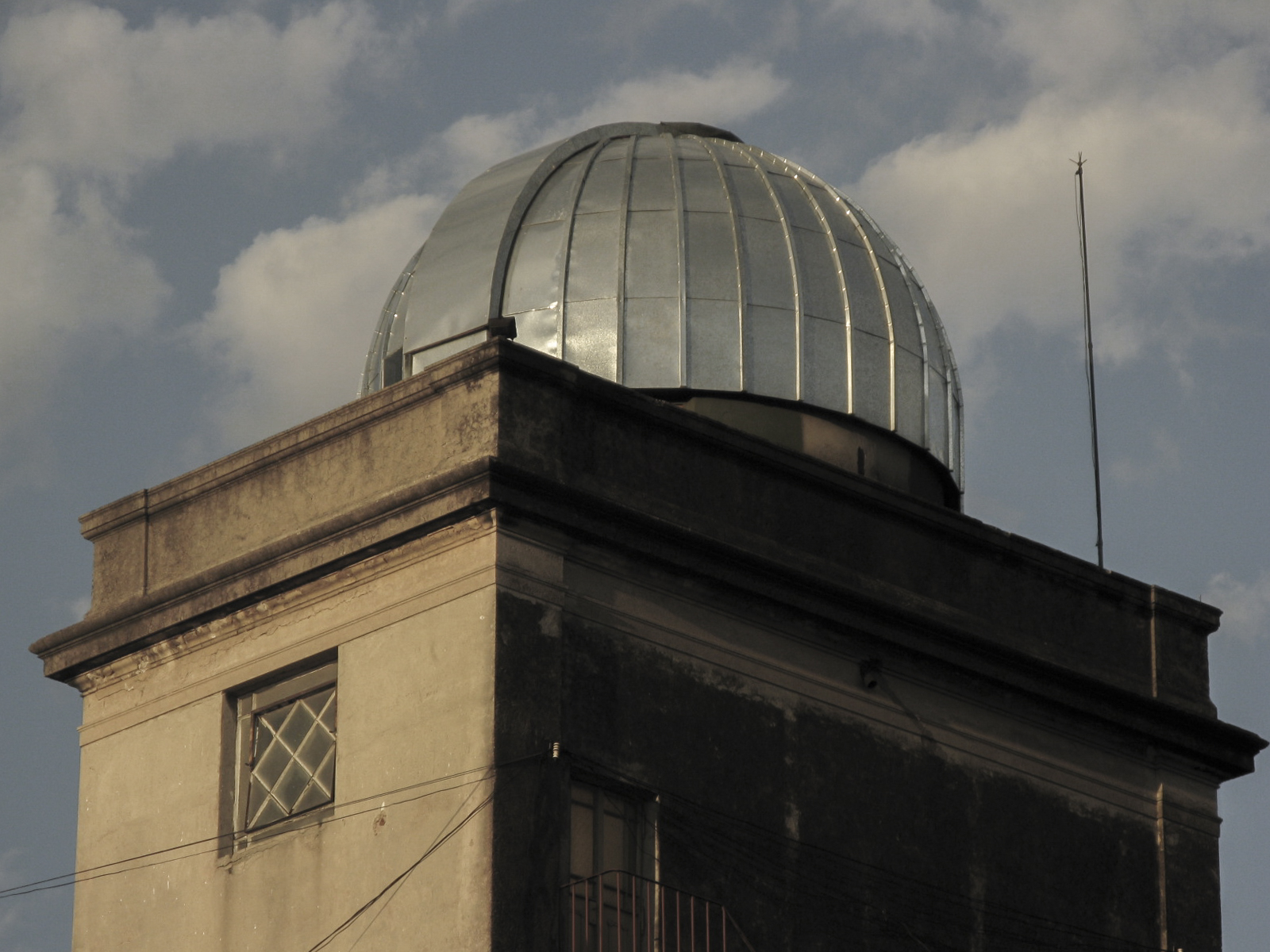
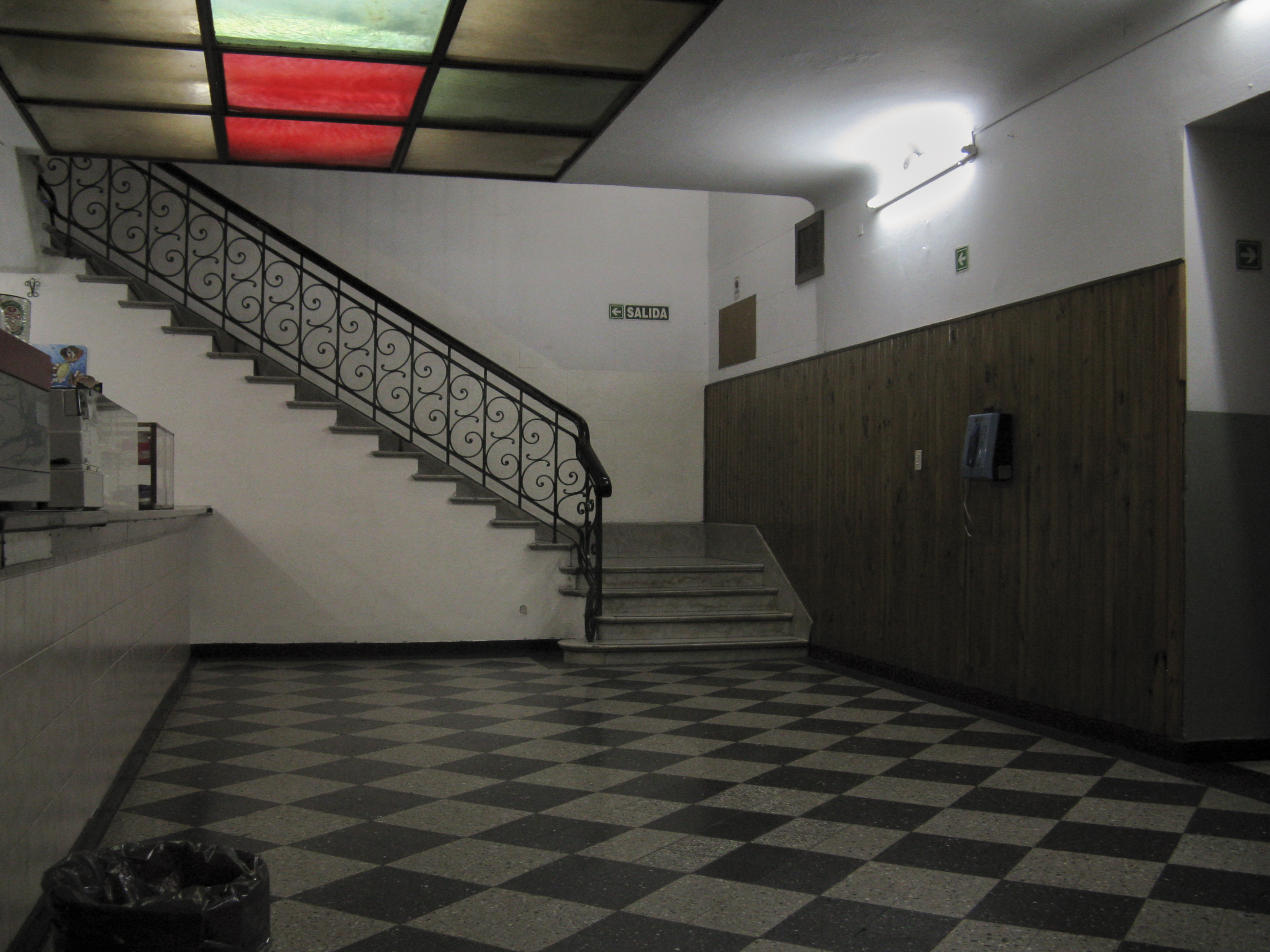
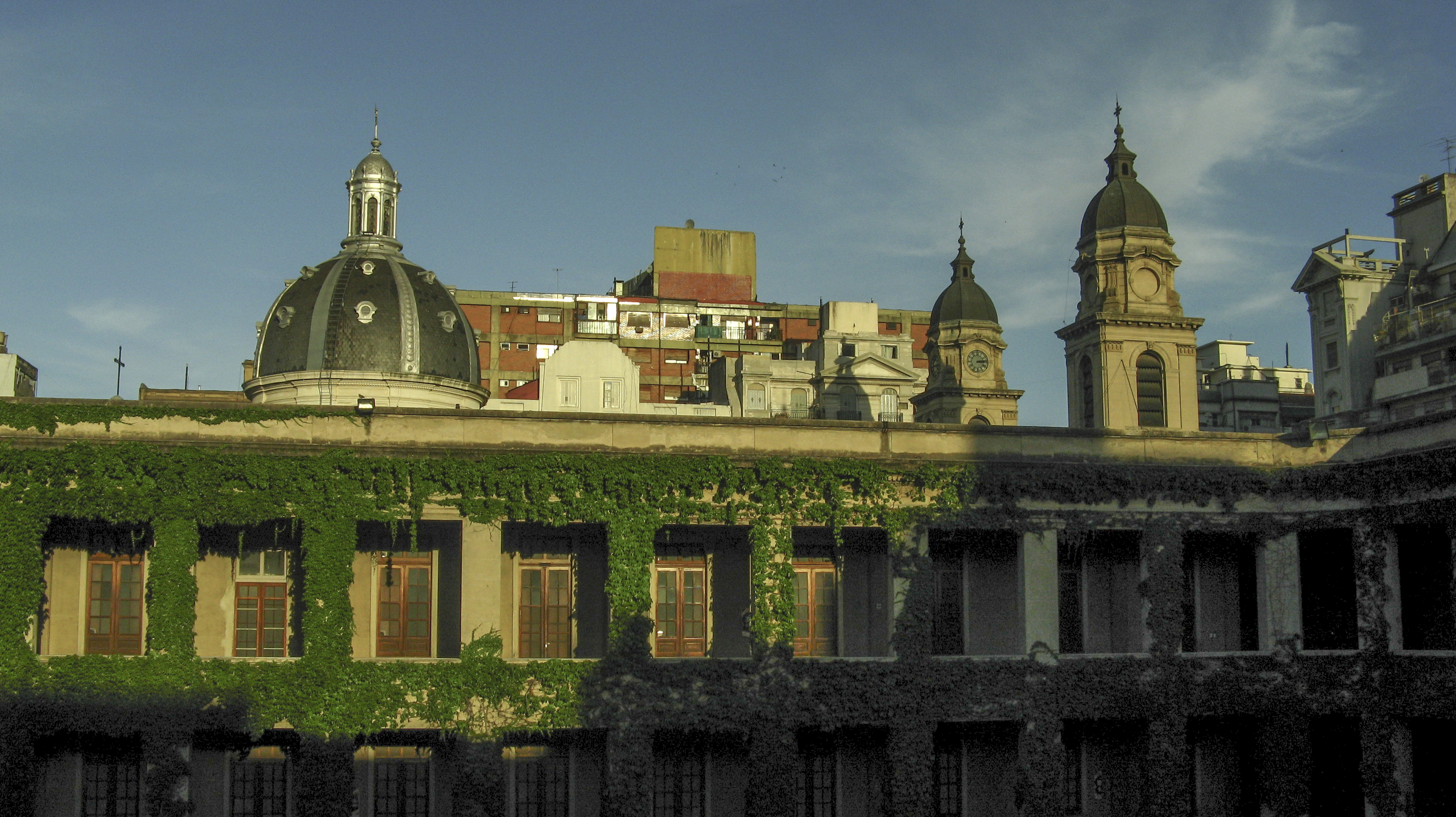
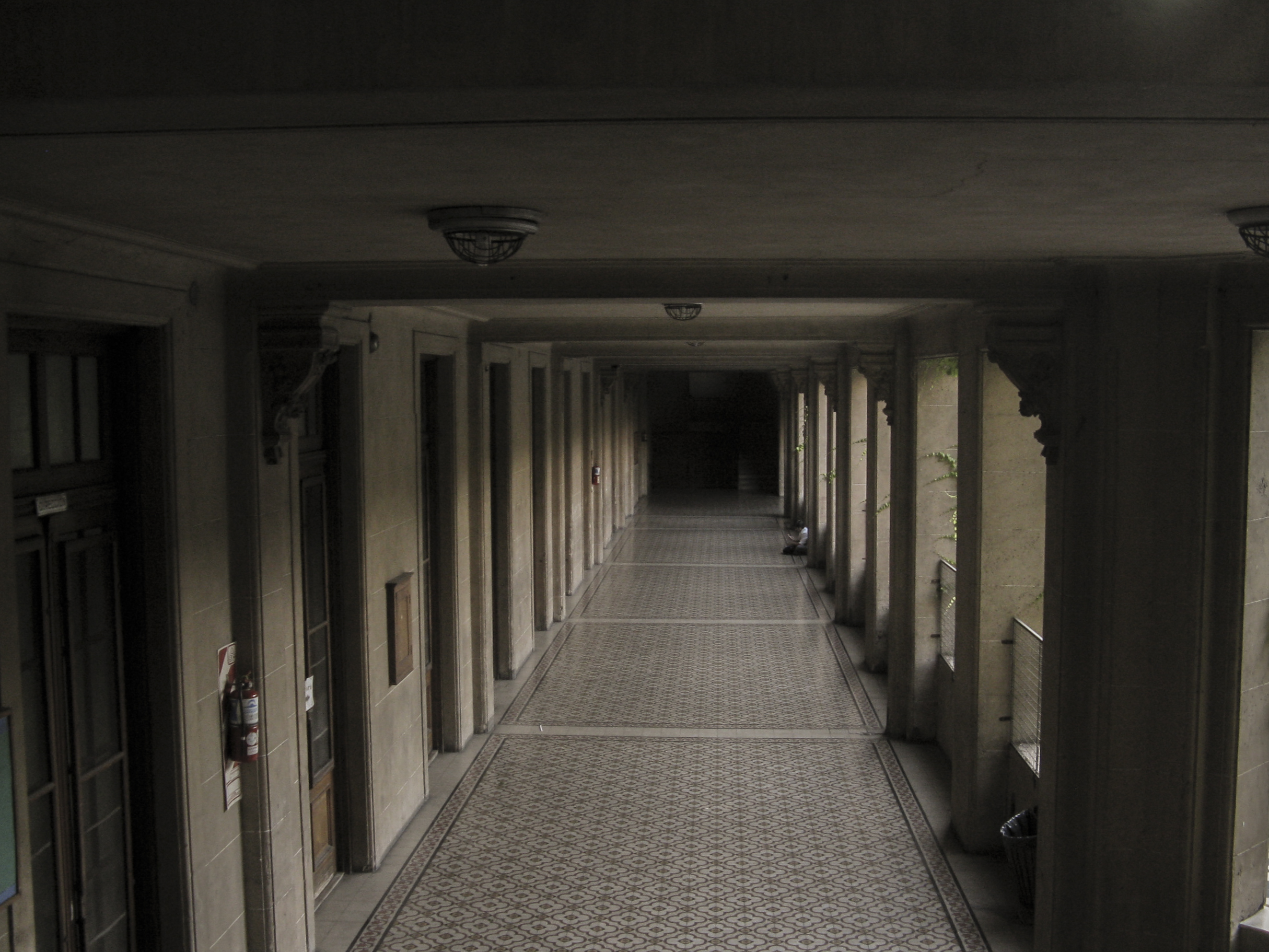
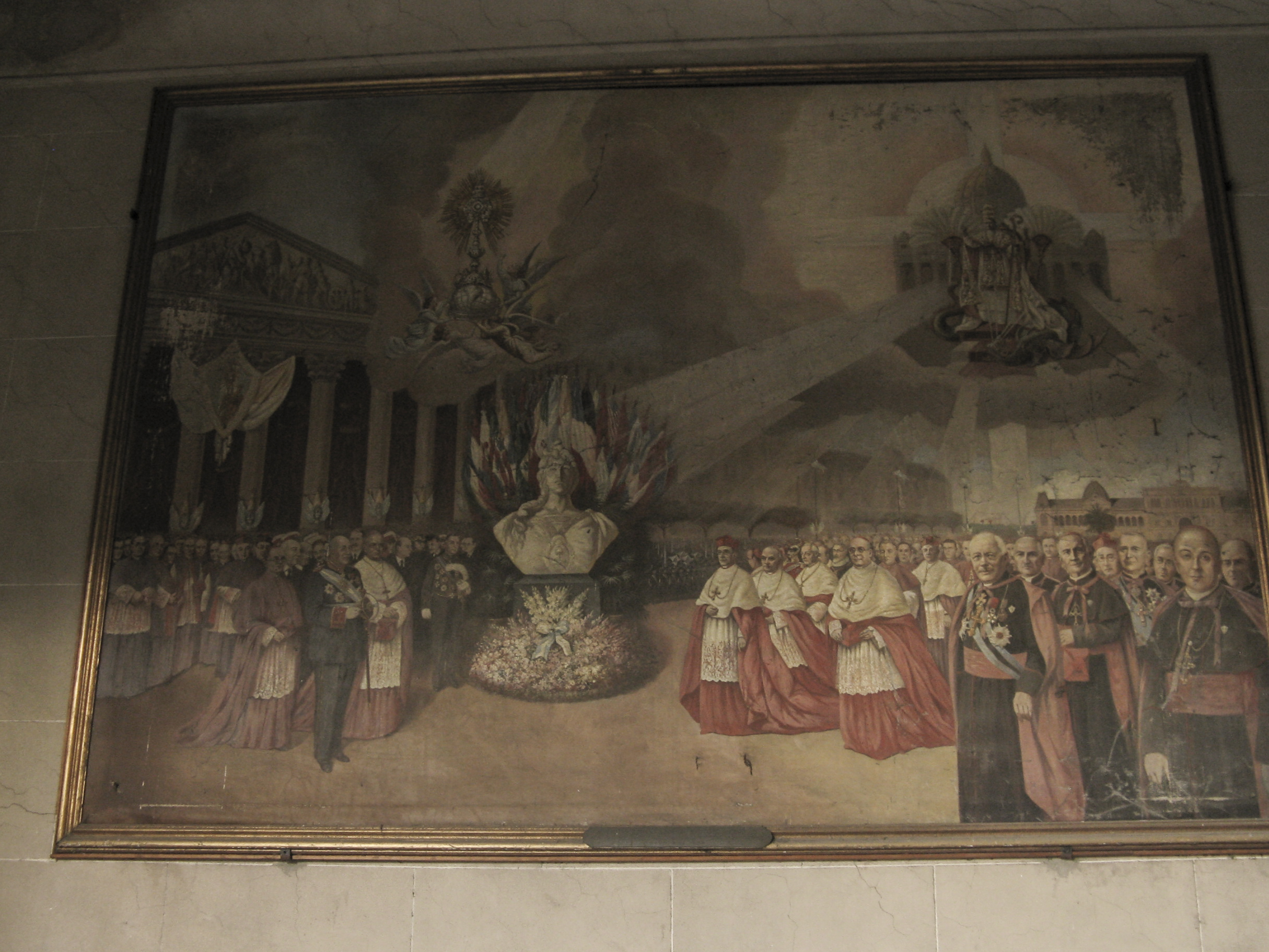
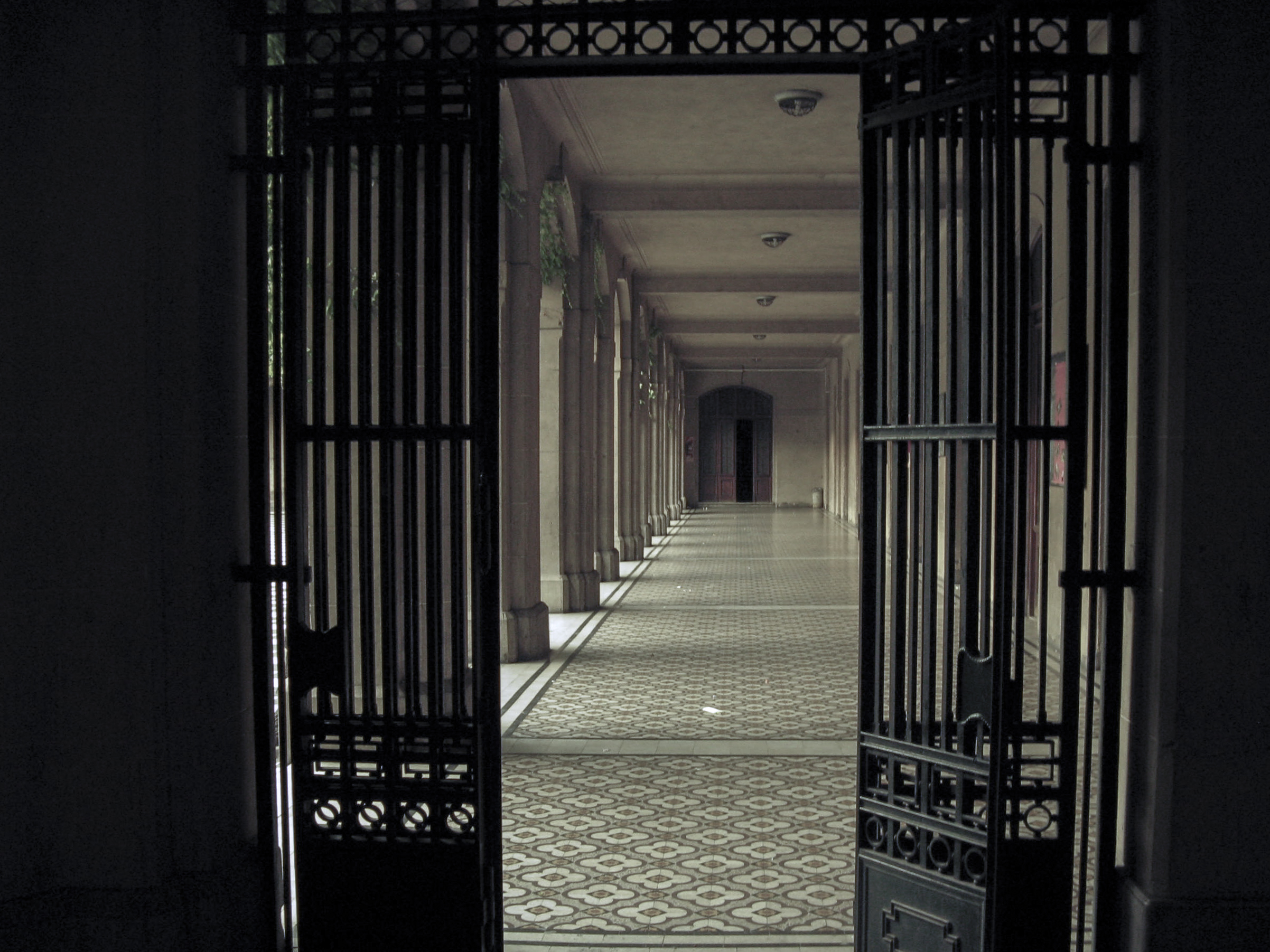